# Rydsgård
Rydsgård è un'area urbana della Svezia situata nel comune di Skurup, contea di Scania.
La popolazione rilevata nel censimento 2010 era di 1 361 abitanti .